# Алиса в Зазеркалье (фильм, 1998)
«Али́са в Зазерка́лье» (англ. Alice Through the Looking Glass) —  телефильм в жанре фэнтези, снятый в 1998 году режиссёром Джоном Хендерсоном. В главной роли — Кейт Бекинсейл.

## Сюжет
Малышка Алиса решила понарошку войти в зеркало и оказалась в Зазеркалье, мир которого выглядел как огромная доска для игры в шахматы. Из зазеркальной комнаты Алиса попадает в зазеркальный сад живых цветов, где оказывается в плену у Красной Королевы, которая объявляет её Белой Пешкой. Алису ждут удивительные приключения,  подчас увлекательные, а подчас и опасные для неё.

## В ролях
- Кейт Бекинсэйл — Алиса
- Пенелопа Уилтон — Белая Королева
- Шан Филлипс —  Красная Королева
- Стив Куган — комар
- Майкл Медуин — Красный Король
- Джеффри Палмер — Белый Рыцарь
- Гари Олсен и Марк Уоррен — Траляля и Труляля
- Десмонд Баррит — Шалтай-Болтай
- Джонатан Бейли — Льюис
- Грег Уайз — Красный Король
- Иэн Холм — Белый Король
- Иэн Ричардсон — оса
- Луиз Дж. Тейлор — Тигровая Лилия

## Награды и номинации
| Награды и номинации | Награды и номинации               | Награды и номинации | Награды и номинации | Награды и номинации | Награды и номинации |
| Год                 | Кинопремия / Кинофестиваль        | Категория / Награда | Номинант            | Результат           |                     |
| ------------------- | --------------------------------- | ------------------- | ------------------- | ------------------- | ------------------- |
| 1999                | British Academy Television Awards | Лучший дизайн       | Энн Тилби           | Номинация           |                     |